# Hlíðarvatn (Hnappadalur)
Hlíðarvatn är den största insjön på halvön Snæfellsnes i regionen Västlandet på Island. Den ligger i Hnappadalur norr om lavafältet Gullborgarhraun. Sjön är 4,7 km lång, 1,7 km som bredast och har ett största djup på 21 meter. Sjöns yta är ungefär 4,4 km², och höjden över havet 78 meter.
Sjön har flera tillflöden från både norr (Hlíðarmúli) och söder. Den främsta tillflödesälven är Fossá i nordost. Utflödet sker genom älven Hraunholtsá mot Oddastaðavatn, och därifrån via Haffjarðará mot Faxaflói. Både Hraunholtsá och Haffjarðará är goda laxälvar. Det mesta fisket i sjön gäller dock öring och röding.
Hlíðarvatn har lanserats som turistsjö med sportfiskare som målgrupp. År 1964 sjösattes exempelvis ett flytande hotell i form av ett vikingaskepp. Idén var att lotsa sportfiskare på guidade turer till de för årstiden bäst lämpade fiskeplatserna i sjön. Projektet lades dock ner efter några år då det inte var lönsamt.